# Caulophacella tenuis
Caulophacella tenuis är en svampdjursart som beskrevs av Lendenfeld 1915. Caulophacella tenuis ingår i släktet Caulophacella och familjen Rossellidae. Inga underarter finns listade i Catalogue of Life.